# NGC 6781
NGC 6781 ist ein planetarischer Nebel im Sternbild Adler am Nordsternhimmel. Er ist etwa 1.500 Lichtjahre vom Sonnensystem entfernt. Der Zentralstern besitzt eine Masse von rund 0,6 Sonnenmassen und hat eine Effektivtemperatur von 110.000° Kelvin, womit der Großteil seiner Leuchtkraft im ultravioletten Spektralbereich liegt. 

Messungen der Radio- und Infrarotstrahlung von NGC 6781 haben gezeigt, dass im Nebel nebst ionisierten Gasen auch Moleküle wie Kohlenmonoxid (CO) und Wasserstoff (H2) vorhanden sind.
Entdeckt wurde das Objekt am 30. Juli 1788 von William Herschel.

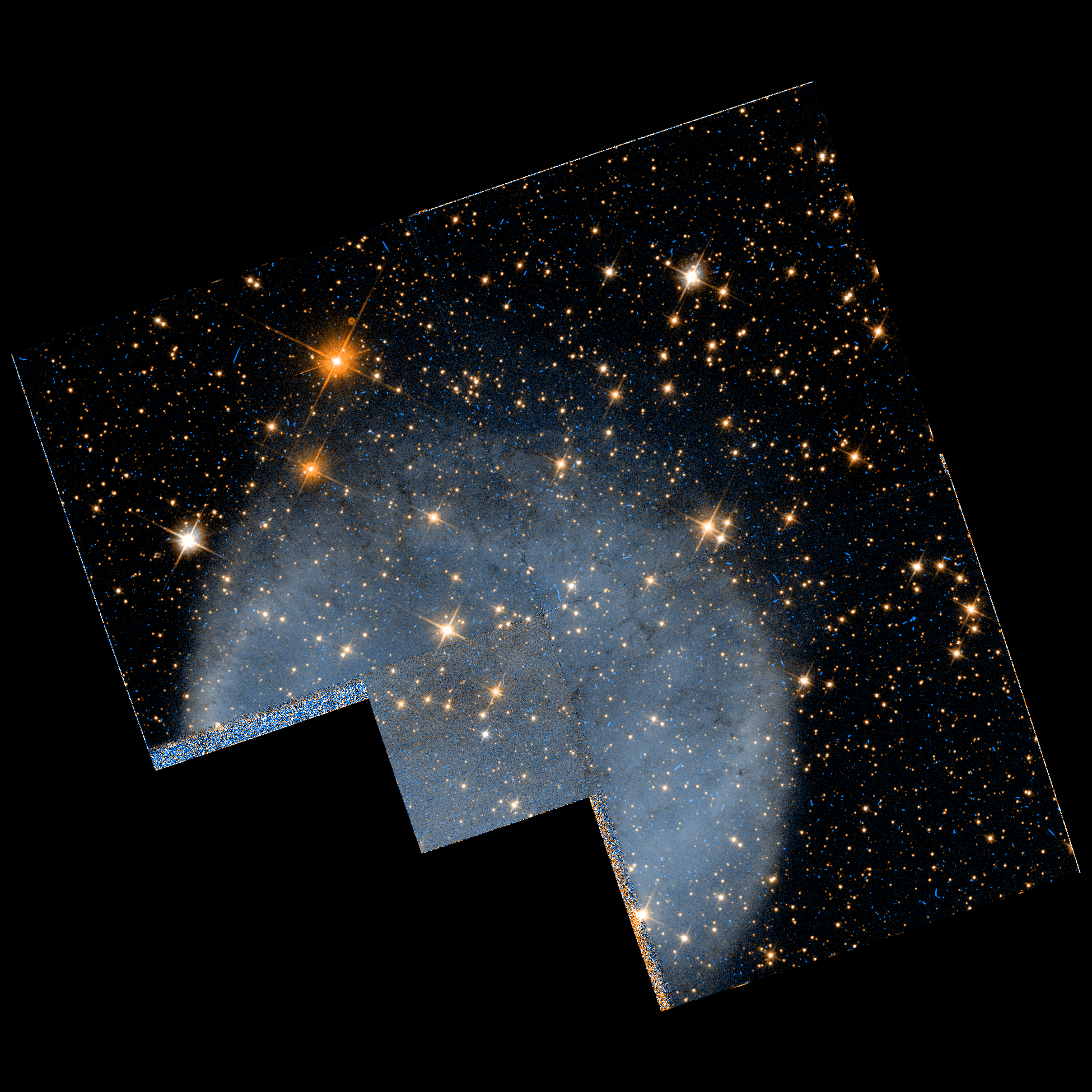
Eine hochaufgelöste Aufnahme des Hubble-Weltraumteleskops zeigt feine Strukturen.